# G17 plus
G17 plus byla parlamentní politická strana v Srbsku. Jako strana byla založena v prosinci 2002, před tím působila jako skupina expertů (G17), zejména v oblasti ekonomiky (vypracovala ekonomický program koalice DOS, která vyhrála nad Miloševićem v roce 2000). Předseda strany je Mlađan Dinkić.

## Účast ve vládě z roku 2003
Strana ve svých prvních volbách (28. prosince 2003) získala 34 míst ve sněmovně. Po dvouměsíčních koaličních jednáních se stala 3. března 2004 vládní stranou spolu s Demokratickou stranou Srbska - DSS (Vojislav Koštunica) a koalici Srbského hnutí obnovy (Vuk Drašković) a strany Nové Srbsko (Velimir Ilić) (SPO-NS), za podpory opoziční Socialistické strany Srbska - SPS (Slobodan Milošević). Ve volbách zvítězila Radikální strana Srbska, ale nebyla zapojena do koaličních jednání. Ta probíhala mezi „demokratickými“ stranami, ale nakonec druhá nejsilnější Demokratická strana vypadla.
Strana G17 plus měla v této vládě post ministra financí (Mlađan Dinkić), místopředsedy vlády (Miroljub Labus), ministra zdravotnictví (Tomica Milosavljević) a ministra zemědělství, vodohospodářství a lesů (ministryně Ivana Dulić-Marković).
Po demisi místopředsedy vlády Labuse (2006), jeho pozici obsadila ministryně Dulić-Marković, a na její post přišel Goran Živkov.
Radovan Jelašić, funkcionář strany, se stal guvernérem Národní banky Srbska, poslanecké skupině v parlamentu Srbska předsedal Miloljub Albijanić.
Koncem roku 2006 ministři této strany podali demisi, což přivedlo vládu k jejímu konci.

## Účast ve vládě z roku 2007
Ve vládě z 15. května 2007 obsadila G17 plus ministerstvo hospodářství a regionálního rozvoje (Mlađan Dinkić), ministerstvo zdravotnictví (Tomica Milosavljević), ministerstvo sportu a mládeže (Snežana Samardžić-Marković) a ministerstvo vědy (Ana Pešikan).

## Účast ve vládě z roku 2008
Po volbách 11. května 2008, na kterých se podílela v rámci koalice Pro evropské Srbsko (Za evropsku Srbiju - ZES), G17 plus získala 24 poslanecká místa v parlamentu Srbska. Šéfem poslaneckého klubu byla Suzana Grubješić.
G17 plus se účastnila vlády z 7. července 2008, kromě resortů, které obsadila v minulé vládě - ministerstvo hospodářství a regionálního rozvoje (ministr Mlađan Dinkić, který byl také místopředsedou této vlády), ministerstvo zdravotnictví (ministr Tomica Milosavljević), ministerstvo mládeže a sportu (ministryně Snežana Samardžić-Marković), měla také ministerstvo kultury (ministr Nebojša Bradić), ministerstvo telekomunikací a informatické společnosti ministryně Jasna Matić) a ministerstvo národního investičního plánu (ministryně Verica Kalanović). Resort vědy, v minulé vládě patřící G17 plus, byl přenechán koaliční Demokratické straně.
Člen G17 plus Radovan Jelašić byl stále guvernérem Národní banky Srbska.

## Účast ve vládě z roku 2012
Ve volbách v roce 2012 tvořila G17 plus součást koalice Sjednocené regiony Srbska a získala 10 mandátů.
Strana se podílela na vládě, obsadila post místopředsedy vlády pro evropskou integraci (Suzana Grubješić), ministerstvo financí a hospodářství (Mlađan Dinkić) a ministerstvo místního rozvoje a místních samospráv (Verica Kalanović).